# Siervas del Sagrado Corazón de Jesús de Cracovia
La Congregación Siervas del Sagrado Corazón de Jesús (oficialmente en latín: Congregatio Servularum Sacratissimi Cordis Iesu y cooficialmente en polaco: Zgromadzenie Służebnic Najświętszego Serca Jezusowego) es una congregación religiosa católica femenina de derecho pontificio, fundada por el obispo polaco Józef Sebastian Pelczar en Cracovia, el 27 de marzo de 1894. A las religiosas de este instituto se les conoce como Siervas del Sagrado Corazón de Jesús de Cracovia y posponen a sus nombres las siglas SŁ.N.S.J

## Historia

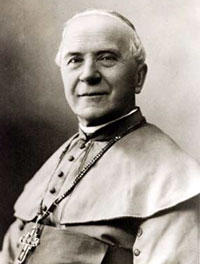
Józef Sebastian Pelczar (1842-1924), fundador de la congregación.

El sacerdote polaco Józef Sebastian Pelczar, antes de ser nombrado obispo de Przemyśl, fundó, en 1892, un auspicio para mujeres trabajadoras o domésticas. El prelado pidió ayuda a las Hermanas Siervas de Jesús para dirigir el instituto, sin embargo, a las religiosas no les fue posible encargarse del cometido. Por esta razón, el 27 de marzo de 1894, con la aprobación del obispo de Cracovia, Albin Dunajewski, dio origen a las Siervas del Sagrado Corazón de Jesús.
La primera comunidad estaba formada por un grupo de doce religiosas, entre las que se encontraba Klara Ludwika Szczęsna, primera superiora del instituto y considerada cofundadora del mismo. Durante su gobierno, la congregación se expandió por varias ciudades de Polonia, fue agregada a la Orden de los Hermanos Menores Capuchinos (1908), y fue aprobada por la Santa Sede (15 de febrero de 1909).

## Organización
La Congregación Siervas del Sagrado Corazón de Jesús de Cracovia es un instituto centralizado, cuyo gobierno es ejercido por una superiora general, a la que llaman Madre general. Dicha superiora es coadyuvada por su consejo. La sede central se encuentra en la ciudad de Cracovia.
Las siervas del Sagrado Corazón de Jesús se dedican a la atención de las personas más necesitadas, lo que se traduce en una variada gama de actividades, siendo la asistencia sanitaria la más destacada.
En 2015, la congregación contaba con unas 503 religiosas y 71 comunidades presentes en Bolivia, Estados Unidos, Francia, Italia, Libia, Polonia, y Ucrania.